# Odontomantis parva
Odontomantis parva är en bönsyrseart som beskrevs av Giglio-tos 1915. Odontomantis parva ingår i släktet Odontomantis och familjen Hymenopodidae. Inga underarter finns listade i Catalogue of Life.